# Open de Moselle 2014
Open de Moselle 2014 byl tenisový turnaj pořádaný jako součást mužského okruhu ATP World Tour, který se hrál na krytých dvorcích s tvrdým povrchem komplexu Parc des Expositions de Metz Métropole. Konal se mezi 15. až 21. zářím 2014 v francouzských Metách jako dvanáctý ročník turnaje.
Turnaj s rozpočtem 485 760 eur patřil do kategorie ATP World Tour 250. Nejvýše nasazeným hráčem ve dvouhře byl dvojnásobný vítěz turnaje a dvanáctý tenista světa Jo-Wilfried Tsonga z Francie, kterého ve čtvrtfinále vyřadil pozdější belgický vítěz David Goffin. Deblouvou soutěž ovládla polská dvojice Mariusz Fyrstenberg a Marcin Matkowski.

## Mužská dvouhra

### Nasazení
| Stát                         | Hráč                  | ATP | Nasazení |
| ---------------------------- | --------------------- | --- | -------- |
| Francie                      | Jo-Wilfried Tsonga    | 12. | 1.       |
| Francie                      | Gaël Monfils          | 18. | 2.       |
| Německo                      | Philipp Kohlschreiber | 24. | 3.       |
| Česko                        | Lukáš Rosol           | 27. | 4.       |
| Francie                      | Jérémy Chardy         | 35. | 5.       |
| Portugalsko                  | João Sousa            | 40. | 6.       |
| Polsko                       | Jerzy Janowicz        | 41. | 7.       |
| Belgie                       | David Goffin          | 46. | 8.       |
| Žebříček ATP k 8. září 2014. |                       |     |          |

### Jiné formy účasti
Následující hráči obdrželi divokou kartu do hlavní soutěže:
- Laurent Lokoli
- Nicolas Mahut
- Paul-Henri Mathieu

Následující hráči postoupili z kvalifikace:
- Kenny de Schepper
- Pierre-Hugues Herbert
- Michał Przysiężny
- Florent Serra

### Odhlášení
před zahájením turnaje
- Andrej Golubjev
- Marcel Granollers
- Michail Kukuškin
- Leonardo Mayer
- Gilles Simon (poranění pravého zápěstí)
- Dmitrij Tursunov
- Stan Wawrinka (nevolnost)

### Skrečování
- Philipp Kohlschreiber
- Andreas Seppi (zádové poranění)

## Mužská čtyřhra

### Nasazení
| Stát                                                                   | Hráč                | Stát     | Hráč                   | ATP | Nasazení |
| ---------------------------------------------------------------------- | ------------------- | -------- | ---------------------- | --- | -------- |
| Francie                                                                | Nicolas Mahut       | Francie  | Édouard Roger-Vasselin | 27. | 1.       |
| Spojené království                                                     | Dominic Inglot      | Rumunsko | Florin Mergea          | 67. | 2.       |
| Polsko                                                                 | Mariusz Fyrstenberg | Polsko   | Marcin Matkowski       | 85. | 3.       |
| Chorvatsko                                                             | Marin Draganja      | Finsko   | Henri Kontinen         | 87. | 4.       |
| Žebříček ATP k 8. září 2014; číslo je součtem umístění obou členů páru |                     |          |                        |     |          |

### Jiné formy účasti
Následující páry obdržely divokou kartu do hlavní soutěže:
- Jonathan Eysseric /  Adrian Mannarino
- Marc Gicquel /  Pierre-Hugues Herbert

Následující páry nastoupily do čtyřhry jako náhradníci:
- Sergej Bubka /  Serhij Stachovskyj
- Frank Moser /  Alexander Satschko

### Odhlášení
před zahájením turnaje
- Édouard Roger-Vasselin
- Andreas Seppi

## Přehled finále

### Mužská dvouhra
- David Goffin vs.  João Sousa, 6–4, 6–3

### Mužská čtyřhra
- Mariusz Fyrstenberg /  Marcin Matkowski vs.  Marin Draganja /  Henri Kontinen, 6–7(3–7), 6–3, [10–8]